# Ovídio José da Rosa
Ovídio José da Rosa (Laguna, 3 de junho de 1843 — 23 de junho de 1914) foi um político brasileiro.
Filho de José Pereira da Rosa e de Zelinda Maria Inácia da Rosa.
Foi deputado à Assembleia Legislativa de Santa Catarina na 1ª legislatura (1894 — 1895), na 2ª legislatura (1896 — 1897), na 3ª legislatura (1898 — 1900) e na 4ª legislatura (1901 — 1903).